# Dahlia pinnata
Espèce

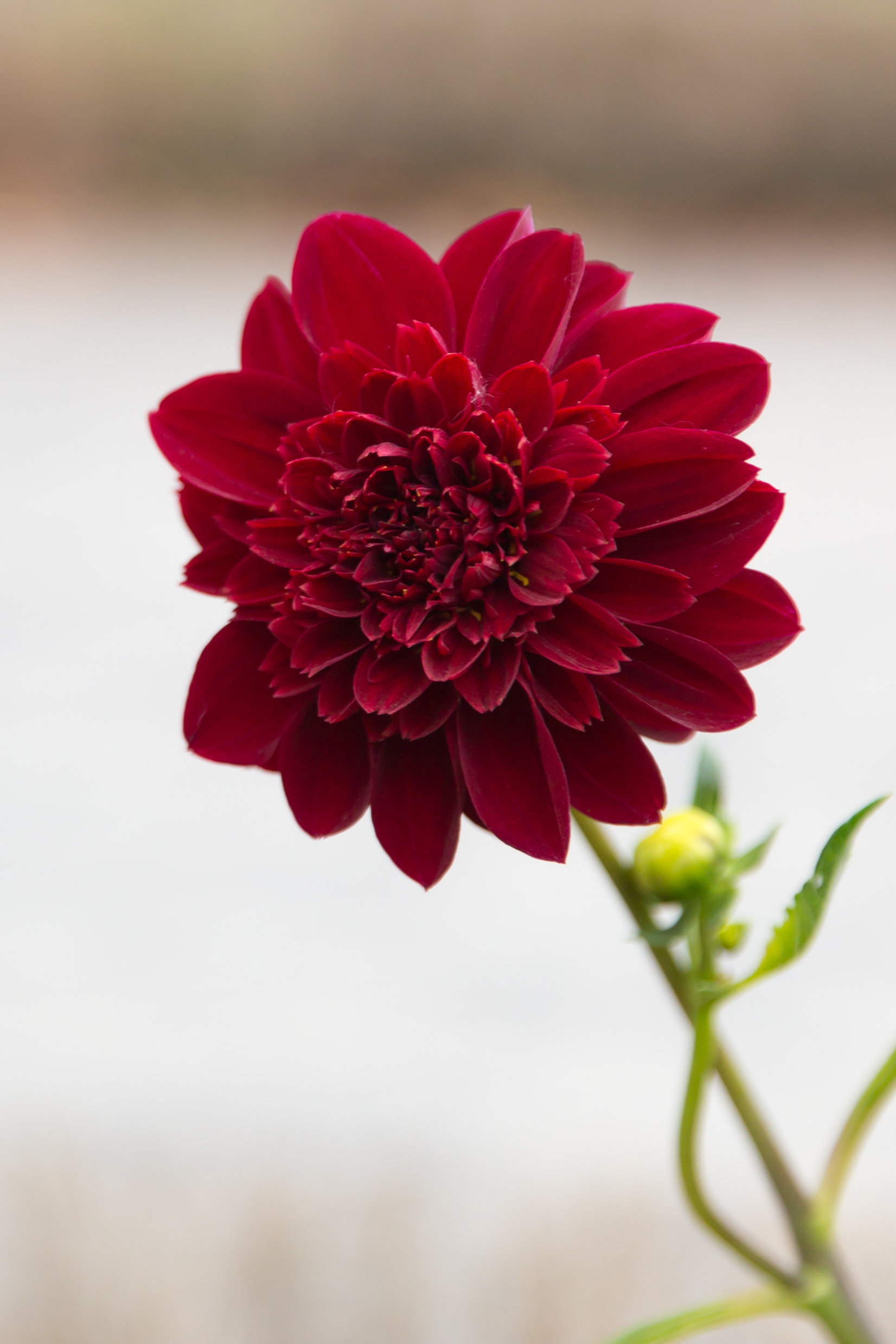
Dahlia pinnata 'Arabian Night' (Dahlia commun) au jardin botanique de Lyon, en France.

Le Dahlia commun, Dahlia pinnata, est une espèce de plante à fleurs de la famille des Astéracées originaire d'Amérique.
C'est une plante ornementale.

## Synonymes
- Bidens variabilis (Willd.) Baill.
- Dahlia barkeriae Knowles & Westc.
- Dahlia crocata Lag.
- Dahlia rosea Cav.
- Dahlia variabilis (Willd.) Desf.